# ユースフ・ハッジ
ユースフ・ハッジ（アラビア語: يوسف حجي;Youssouf Hadji, 1980年2月25日 - ）はモロッコ・イフラン出身の元サッカー選手。元モロッコ代表である。現役時代のポジションはFW。
アフリカ年間最優秀選手賞を受賞したムスタファ・ハッジを兄に持つ。

## 経歴
ラースロー・ベレニの下リーグ・アンデビューを果たした。2003年にSCバスティアに移籍した。2005年にはスタッド・レンヌに移籍し再びボローニの下でプレーするもレギュラーは奪えず2007年にASナンシーに復帰した。

## 代表歴
2003年にモロッコ代表デビューを果たすと2004年、2006年、2008年、2012年のアフリカネイションズカップに出場した。

## 所属クラブ
- ASナンシー 1998-2003
- SCバスティア 2003-2005
- スタッド・レンヌ 2005-2007.1
- ASナンシー 2007.1-2011
- スタッド・レンヌ 2011-2012
- アル・アラビ・ドーハ 2012-2013
- エラズースポル 2013-2014
- ASナンシー 2014-2018